# Halowe Mistrzostwa Europy w Lekkoatletyce 1987 – bieg na 400 m mężczyzn
Bieg na 400 metrów mężczyzn – jedna z konkurencji biegowych rozgrywanych podczas halowych lekkoatletycznych mistrzostw Europy w  hali Stade couvert régional w Liévin. Eliminacje i półfinały zostały rozegrane 21 lutego, a bieg finałowy 22 lutego 1987. Zwyciężył reprezentant Wielkiej Brytanii Todd Bennett, który był już mistrzem na tym dystansie w 1985. Tytułu zdobytego na poprzednich mistrzostwach nie bronił Thomas Schönlebe z Niemieckiej Republiki Demokratycznej.

## Rezultaty

### Eliminacje
Rozegrano 3 biegi eliminacyjne, do których przystąpiło 14 biegaczy. Awans do półfinałów dawało zajęcie jednego z pierwszych trzech miejsc w swoim biegu (Q). Skład półfinałów uzupełniło trzech zawodników z najlepszym czasem wśród przegranych (q).
Opracowano na podstawie materiału źródłowego.
Bieg 1
| Miejsce | Zawodnik           | Czas  | Uwagi |
| ------- | ------------------ | ----- | ----- |
| 1       | Mark Henrich       | 47,01 | Q     |
| 2       | Paul Harmsworth    | 47,23 | Q     |
| 3       | Mauro Zuliani      | 47,39 | Q     |
| 4       | Momcził Charizanow | 47,54 | q     |
| 5       | Cayetano Cornet    | 47,75 | q     |

Bieg 2
| Miejsce | Zawodnik        | Czas  | Uwagi |
| ------- | --------------- | ----- | ----- |
| 1       | Arjen Visserman | 47,04 | Q     |
| 2       | Roberto Ribaud  | 47,16 | Q     |
| 3       | Todd Bennett    | 47,36 | Q     |
| 4       | Ismail Mačev    | 47,68 | q     |

Bieg 3
| Miejsce | Zawodnik      | Czas  | Uwagi |
| ------- | ------------- | ----- | ----- |
| 1       | Aldo Canti    | 47,84 | Q     |
| 2       | Vito Petrella | 47,86 | Q     |
| 3       | José Alonso   | 47,87 | Q     |
| 4       | Steve Heard   | 48,04 |       |
| 5       | Željko Knapić | 48,54 |       |

### Półfinały
Rozegrano 2 biegi półfinałowe, w których wystartowało 12 biegaczy. Awans do finału dawało zajęcie jednego z trzech pierwszych miejsc w swoim biegu (Q).
Opracowano na podstawie materiału źródłowego.
Bieg 1
| Miejsce | Zawodnik        | Czas  | Uwagi |
| ------- | --------------- | ----- | ----- |
| 1       | Todd Bennett    | 47,09 | Q     |
| 2       | Mark Henrich    | 47,52 | Q     |
| 3       | Paul Harmsworth | 47,56 | Q     |
| 4       | Vito Petrella   | 47,65 |       |
| 5       | Cayetano Cornet | 48,09 |       |
| 6       | Ismail Mačev    | 48,15 |       |

Bieg 2
| Miejsce | Zawodnik           | Czas  | Uwagi |
| ------- | ------------------ | ----- | ----- |
| 1       | Arjen Visserman    | 46,80 | Q     |
| 2       | Momcził Charizanow | 46,87 | Q     |
| 3       | Mauro Zuliani      | 47,03 | Q     |
| 4       | Aldo Canti         | 47,13 |       |
| 5       | Roberto Ribaud     | 47,63 |       |
| 6       | José Alonso        | 47,79 |       |

### Finał
Opracowano na podstawie materiału źródłowego.
| Miejsce | Zawodnik           | Czas  |
| ------- | ------------------ | ----- |
| 1       | Todd Bennett       | 46,81 |
| 2       | Momcził Charizanow | 46,89 |
| 3       | Paul Harmsworth    | 46,92 |
| 4       | Arjen Visserman    | 46,96 |
| 5       | Mark Henrich       | 47,42 |
| 6       | Mauro Zuliani      | 47,50 |